# Samuel Liddell MacGregor Mathers
Samuel Liddell (o Liddel) MacGregor Mathers (Hackney, 8 gennaio 1854 – 5 novembre 1918) è stato un esoterista, scrittore, traduttore e mago britannico.
È stata una delle più influenti figure nel campo dell'Occultismo moderno e maggiormente conosciuto come uno dei fondatori della Golden Dawn, un ordine ermetico di magia cerimoniale, di cui esistono, a tutt'oggi, numerose diramazioni. Di notevole importanza sono state anche le sue traduzioni di testi più antichi, che così sono stati resi disponibili ad un pubblico più vasto e non esclusivamente accademico.

## Biografia
Samuel Liddel nacque l'8 o l'11 gennaio 1854 ad Hackney, Londra, Inghilterra, sotto il segno astrologico del Capricorno. Suo padre, William M. Mathers, morì mentre Samuel Liddel era ancora adolescente. Sua madre, il cui nome da nubile era Collins, morì nel 1885. Egli frequentò la Bedford Grammar School, lavorando successivamente a Bournemouth, nel Sussex, come impiegato, prima di trasferirsi a Londra in seguito alla morte della madre.
Lo stile di vita di Mathers era inusuale ai suoi tempi, e sconfinava facilmente nell'eccentricità. Si attribuì il cognome "MacGregor" reclamando in tal modo una discendenza nobiliare della Scozia delle Highlands, sebbene ci siano scarse possibilità che la sua famiglia abbia mai avuto tali antenati. Egli fu praticante di vegetarismo, un convinto avversario della vivisezione e non fumatore. È risaputo come i suoi principali interessi fossero la magia e la teoria della guerra, la sua prima opera essendo stata una traduzione di un manuale militare francese.
Mathers fu introdotto nella Massoneria da un vicino, l'alchimista Frederik Holland, e fu iniziato nella Loggia di Hengist No. 195 della Gran Loggia Unita d'Inghilterra il 4 ottobre 1877. Fu elevato a Maestro Muratore il 30 gennaio 1878, e nel 1882, lo stesso anno in cui si dimise dalla Massoneria, fu ammesso nel Collegio Metropolitano della Societas Rosicruciana in Anglia, raccogliendo una quantità di gradi della Massoneria cosiddetta di frangia. Poiché aveva lavorato duramente per e all'interno della SRIA gli fu concesso un Ottavo Grado onorario nel 1886. Divenne Celebrante del Collegio Metropolitano nel 1891 e fu nominato Junior Substitute Magus della SRIA nel 1892, carica con la quale servì fino al 1900. Lasciò l'Ordine nel 1903, essendosi dimostrato incapace di restituire del denaro che aveva preso in prestito.
In seguito alla morte di William Robert Woodman nel 1891, Mathers assunse il comando dell'Ordine Ermetico della Golden Dawn. In seguito ad uno scisma nel 1900, Mathers formò un gruppo chiamato Alpha et Omega.
Mathers morì il 5 o il 20 novembre 1918 per cause ignote (il suo certificato di morte non segnala la causa del decesso). Violet Firth (Dion Fortune) disse che la sua morte fu dovuta all'Influenza spagnola del 1918. Giacché pochi sono i fatti conosciuti della vita privata di Mathers, una verifica di tale dichiarazione è estremamente difficile.
Sua moglie era Moina (anche chiamata Mina) Mathers (nata Bergson), la sorella del filosofo Henri Bergson.

### Traduzioni
Mathers era un poliglotta, oltre alla lingua materna inglese, sapeva leggere e tradurre una quantità di altri linguaggi:  francese, latino, greco, ebraico, gaelico e copto, ma la padronanza in queste lingue variava molto da una all'altra. Le sue traduzioni sono state criticate per la scarsa qualità letteraria, però hanno avuto il merito di tradurre e divulgare volumi come La Magia Sacra di Abramelin il Mago (XIV secolo), La Kabbalah svelata (1864), la Chiave di Salomone (XIV secolo), e la Clavicola di Salomone (XVII secolo), permettendo che quanto prima era stato materiale oscuro e inaccessibile diventasse largamente disponibile per il mondo anglofono, non solo accademico. I suoi lavori ebbero quindi una considerevole influenza nello sviluppo del pensiero occultistico ed esoterico sin dalla loro pubblicazione.

### Critiche e dissidi
Oltre a numerosi sostenitori, ebbe molti nemici e critici. Uno dei suoi più considerevoli avversari fu il suo amico e pupillo di un tempo Aleister Crowley, che dipinse Mathers come il cattivo, di nome SRMD del suo romanzo La Figlia della Luna, pubblicato nel 1929.

### Lavori all'Internet Sacred Text Archive
- The Book of the Sacred Magic of Abramelin the Mage, su sacred-texts.com.
- The Kabbalah Unveiled, su sacred-texts.com.
- The Key of Solomon The King, su sacred-texts.com.
- The Lesser Key of Solomon, su sacred-texts.com.
- The Tarot, su sacred-texts.com.

### Lavori in italiano
- Carraro, Stefano: Filosofia del Paganesimo, Parigi, 1999.

| Controllo di autorità | VIAF (EN) 15578388 · ISNI (EN) 0000 0001 2099 3175 · BAV 495/182574 · LCCN (EN) n50057836 · GND (DE) 119353776 · BNF (FR) cb17046628f (data) · J9U (EN, HE) 987007282959005171 · NSK (HR) 000140258 · NDL (EN, JA) 00555760 · CONOR.SI (SL) 113795427 |